# René Vidart
Pour les articles homonymes, voir Vidart.
René Vidart, né le 24 juillet 1890 à Divonne-les-Bains et mort le 2 novembre 1928 au Bourget-du-Lac, est un aviateur français. Il est enterré à Divonne-les-Bains.

## Origines familiales
Son grand-père, le Docteur Paul Vidart, est le fondateur de la station thermale de Divonne-les-Bains. Son père Charles Vidart (le fils de Paul Vidart) a été maire de Divonne-les-Bains de 1879 à 1888.

## L'aviateur
Il effectue son premier vol à Reims en 1910 et obtient son brevet de pilote (le n° 133) sur avion Hanriot. Son mécanicien est régulièrement François Durafour. Le 6 août 1911 il participe à un meeting aérien à Divonne, participation qu'il réitère le 14 juillet 1912.
En décembre 1910, il bat un record de vitesse sur Deperdussin (record avec passager, 100 km en 1 h 1 min 32 s),. En 1911, il participe à la course Paris-Rome et termine 4e. En juillet 1911, il participe au 3e circuit européen (1 600 km) : il termine 3e et gagne deux étapes (Paris-Liège et Calais-Paris). En 1912, il ouvre une école de pilotage à Ambérieu-en-Bugey. Le 7 mai 1912, il va voler d'Ambérieu jusqu’à Nangis avec un monoplan Déperdussin à moteur Gnome et à bougies Oléo, une performance qui sera relayée par la presse de l'époque.
Pilote lors de la Première Guerre mondiale, il est blessé : les séquelles de ses blessures l'empêchent de par la suite piloter.

## Hommages
- Une rue porte son nom à Divonne-les-Bains[5].

- Une allée porte son nom à Ambérieu-en-Bugey[5].